# Aculeola nigra
Il pescecane dentiuncinati (Aculeola nigra de Buen, 1959) è un piccolo pescecane poco conosciuto, unico membro del genere Aculeola.
L'esemplare tipo è conservato al Museo Nazionale di Storia Naturale di Santiago (Cile).

## Caratteristiche fisiche
Ha il rostro appiattito e smussato, occhi molto grandi, piuttosto distanti dalla prima fessura branchiale, piccole spine scanalate sul dorso, una prima pinna dorsale situata a metà strada tra quelle pettorali e pelviche e una pinna caudale larga. È di colore nero e raggiunge al massimo una lunghezza di 60 cm.

## Distribuzione
Vive nel Pacifico sud-orientale, lungo le coste sudamericane, dal Perù al Cile centrale.

## Biologia e habitat
Sebbene sia piuttosto comune, non conosciamo molto sulle abitudini di questa creatura che vive a profondità di 110-560 m. È ovoviviparo e partorisce cucciolate di almeno 3 piccoli. Si nutre probabilmente di pesci ossei e invertebrati.

## Biologia
La specie è ovovivipara, con almeno 3 piccoli per volta.